# Synapion ebeninum
Synapion ebeninum – gatunek chrząszcza z rodziny pędrusiowatych i podrodziny Apioninae. Zamieszkuje Europę, Afrykę Północną i zachodnią Syberię. Żeruje na bobowatych.

## Taksonomia
Gatunek ten opisany został po raz pierwszy w 1808 roku przez Williama Kirby’ego pod nazwą Apion ebeninum. W 1902 roku wyznaczony został przez Friedricha Juliusa Schilsky'ego gatunkiem typowym nowego podrodzaju Apion (Synapion). W 1988 roku podrodzaj ten wyniesiony został do rangi osobnego rodzaju przez Borisa Korotjajewa. 

## Morfologia
Chrząszcz o ciele długości od 2 do 2,8 mm. Ubarwienie ma lśniąco czarne. Włoski (włosowate łuski) na wierzchu ciała są ciemne, delikatne i mikroskopijne, wskutek czego wygląda on na nagi.
Głowę cechują: niewypukłe, drobno, wzdłużnie rowkowane i rzadko punktowane czoło, wydłużone i niewyłupiaste oczy, niskie kile podoczne i rozwinięty ząb na guli. Ryjek ma część przednią zaopatrzoną w silnie rozwinięty kil na spodzie, a część środkową lekko rozszerzoną. U samca ryjek jest krótszy niż głowa i przedplecze razem wzięte, ale nie krótszy niż 1,15 długości przedplecza, słabo zakrzywiony, stosunkowo gruby, aż po wierzchołek gęsto pokryty dość grubym punktowaniem i wskutek tego matowy. U samicy ryjek jest trochę dłuższy niż głowa i przedplecze razem wzięte, nie dłuższy jednak niż półtorakrotność długości przedplecza, nieznacznie cieńszy i skąpiej punktowany niż u płci przeciwnej, w części wierzchołkowej połyskujący. Czułki osadzone są między nasadowymi 0,4 a połową długości ryjka.
Przedplecze jest wąskie, tak szerokie jak długie do nieznacznie dłuższego niż szerszego, walcowate lub prawie walcowate, o krawędzi tylnej prostej, a bokach w tylnej części równoległych lub lekko przed tylnym brzegiem zwężonych, pośrodku lub w jego pobliżu rozszerzonych, a następnie ku przodowi lekko zwężonych, zwykle najszersze tuż przed połową długości. Na powierzchni przedplecza występuje drobne i rozproszone punktowanie oraz podłużny, pośrodkowy, szeroki dołek przedtarczkowy (wg jednych źródeł głęboki, wg innych zaś płytki). Tarczka jest bardzo drobna, czasem wręcz niewidoczna, w kształcie trójkątna i tak szeroka jak długa. Owalne, jajowate lub podługowato-owalne pokrywy są zrośnięte, mocno rozszerzone ku tyłowi, stosunkowo słabo wypukłe, pozbawione barków, zaopatrzone w głębokie, skąpo punktowane rzędy i wysklepione międzyrzędy, pozbawione szczecinek wyspecjalizowanych. Przedni brzeg pokryw jest nieznacznie szerszy od tylnego brzegu przedplecza i łukowato wycięty. Golenie samca są nieuzbrojone.

## Ekologia i występowanie
Owad rozmieszczony od nizin po góry, gdzie dochodzi do piętra subalpejskiego. Zasiedla suche i wilgotne łąki, pastwiska, pobrzeża wód, młaki, zarośla i lasy liściaste.
Zarówno larwy, jak i postacie dorosłe są oligofagicznymi fitofagami bobowatych. Wśród ich roślin pokarmowych wymienia się: groszki leśny, łąkowy i wiosenny, komonicę błotną i zwyczajną, koniczyny białą, pagórkową i pogiętą, sparcetę siewną, traganek szerokolistny oraz wyki długożagielkową, płotową i ptasią. Endofagiczne larwy żerują drążąc chodniki w łodydze rośliny. Tam też następuje przepoczwarczenie. Aktywne postacie dorosłe obserwuje się od kwietnia do września.
Gatunek palearktyczny, w Europie znany z Irlandii, Wielkiej Brytanii, Francji, Luksemburga, Holandii, Niemiec, Szwajcarii, Austrii, Włoch, Danii, Szwecji, Norwegii, Finlandii, Estonii, Polski, Czech, Słowacji, Węgier, Ukrainy, Chorwacji oraz północy europejskiej części Rosji, w Afryce Północnej z Algierii, a w Azji z zachodniosyberyjskiej części Rosji. W większości Europy jest jedynym przedstawicielem rodzaju (tylko we Włoszech występuje jeszcze inny gatunek). W Europie Środkowej jest nieczęsty, a w niektórych rejonach należy do rzadkości.